# Henry Dunning Macleod
Henry Dunning Macleod (* 31. März 1821 in Edinburgh; † 16. Juli 1902) war ein schottischer Nationalökonom.

## Leben und Werk

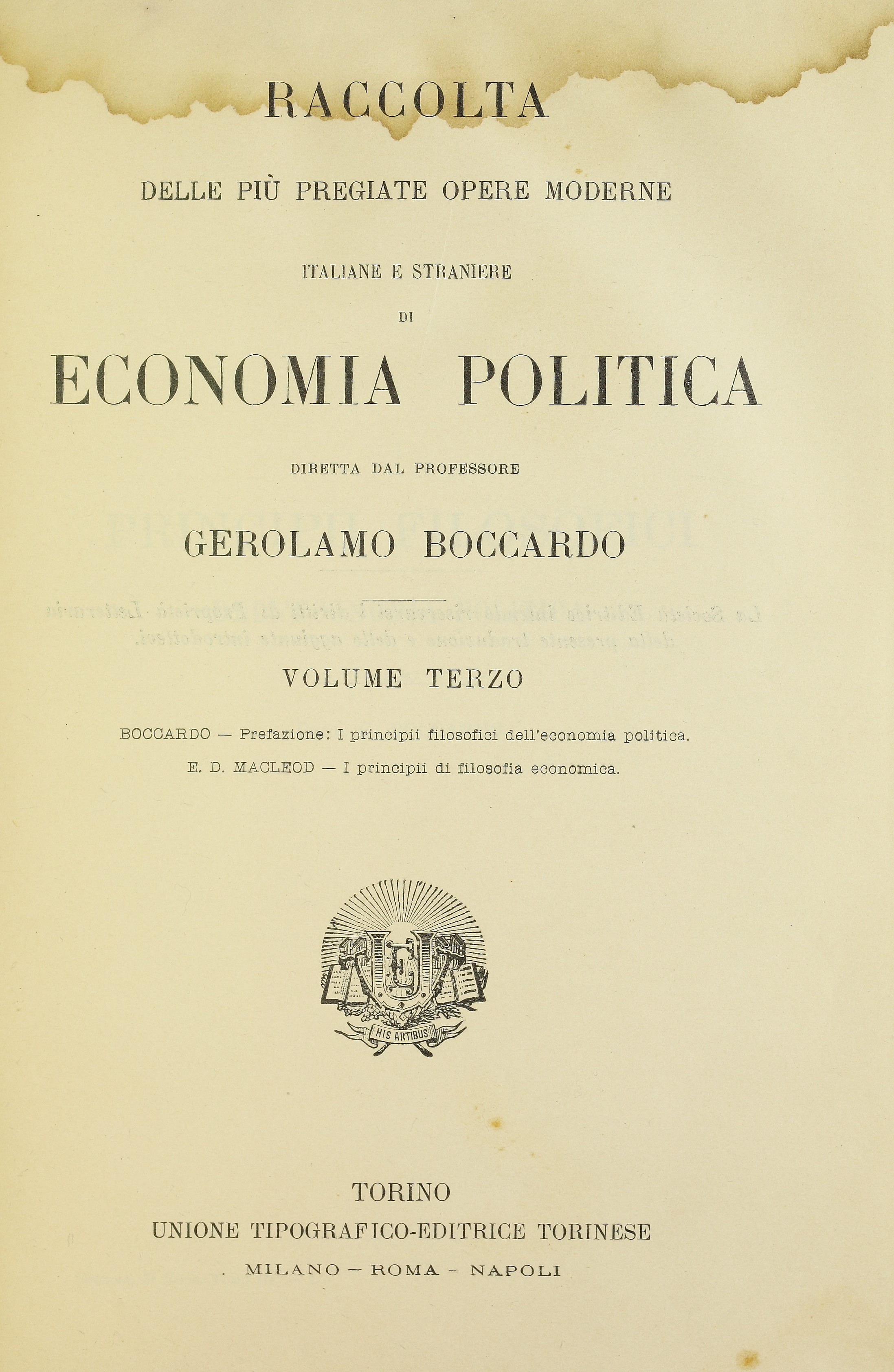
Italienische Übersetzung von Elements of political economy, 1877

Seine Eltern Roderick Macleod (1786–1863) und Isabella Cunninghame waren Eigentümer des Invergordon Castle, in Ross and Cromarty, das teilweise auch als Geburtsorts des jüngsten Sohns von fünf Kindern, Henry Dunning, angegeben wird. Macleod wuchs in Edinburgh auf, wurde in Eton und am Trinity College in Cambridge ausgebildet und arbeitete als Rechtsanwalt (Barrister). 1853 wurde er Direktor der Royal British Bank. Weil er Berichte für die Bank schreiben musste er, begann er sich tiefer mit der Theorie des Kredits zu beschäftigen. Zwischen 1855 und 1896 schrieb er zahlreiche Bücher. Das Dictionary of political economy (1863) blieb unvollendet.
Während die meisten zeitgenössischen Vertreter der klassischen Nationalökonomie Geld als neutrales Tauschmittel ansahen, war er einer der ersten Vertreter einer Kredittheorie, wonach die Geldschöpfung nicht voll ausgelastete Ressourcen (beispielsweise Unterbeschäftigung) mobilisieren könne. Kredit sei als eigenständiges Kapital neben dem Geld zu betrachten. Daher lehnte er die Beschreibung der Wirtschaft mittels allgemeiner Gleichgewichtstheorie ab. Seine Geld- und Finanztheorien wurden zu seinen Lebzeiten wenig anerkannt. Als Gründe dafür, dass er seinen Traum von einem Universitätslehrstuhl nicht verwirklichen konnte, wird der Skandal um den Zusammenbruch der Royal Scottish Bank genannt, aber auch die Ablehnung der damals in Großbritannien verbreiteten, auf Mill, Ricardo und Smith zurückgehenden Arbeitswertlehre. Stattdessen vertrat er eine auf individuellem Nutzen basierende Werttheorie. Im 20. Jahrhundert wurden seine Ideen mit der Theorie der endogenen Geldschöpfung wieder aufgegriffen.
Macleod prägte den Begriff „Greshamsches Gesetz“.

## Rezeption
Joseph Alois Schumpeter (1883–1950) schrieb über ihn: „der erste — wenn auch nicht ganz erfolgreiche — Versuch zur Ausarbeitung einer systematischen Theorie, die den Fakten des Bankkredits gerecht wird, hat nur wenig Beachtung gefunden, die zudem kaum als wohlwollend bezeichnet werden kann. […] Macleod war ein Ökonom, der sich viele Verdienste erworben hatte, jedoch aus irgendeinem Grund nicht anerkannt und nicht ganz ernst genommen wurde, weil er nicht in der Lage war, seine zahlreichen guten Ideen in eine fachlich akzeptable Form zu bringen.“ Auch Horace White kritisierte 1890, sein Buch The Theory of Credit sei eher suggestiv statt wissenschaftlich.
John Rogers Commons (1862–1945), ein früher Vertreter der Institutionenökonomik, berief sich auf Macleod und bezeichnete ihn als Begründer dieser Strömung.

## Publikationen (Auswahl)
- The Results of the Operation of the Poorhouse System in Ross, 1851
- The Theory and Practice of Banking; with the elementary principles of currency, prices, credit and exchanges, 2 Bände (1855–1856).
- The Elements of Political Economy, 1858.
- On the Definition and Nature of the Science of Political Economy, 1862.
- A Dictionary of Political Economy: Biographical, bibliographical, historical and present – Volume 1 (A–C), 1863 (unvollendet)
- The Principles of Economical Philosophy, 2 Bände, 1872–1875.
- The Elements of Banking, 1876.
- Economics for Beginners, 1878.
- Elements of Economics, 2 Bände, 1881–1886.
- The Theory of Credit, 2 Bände, 1889–1894.
- Bimetallism, 1894.
- Gresham's Law, 1895.
- Bimetallism in France, 1895.
- A History of Banking in all the Leading Nations, 2 Bände, 1896.